# Cyclomia
Cyclomia là một chi bướm đêm thuộc họ Geometridae.

## Các loài
- Cyclomia mopsaria Guenée, 1857